# Кічменьга (річка)
Кі́чменьга — річка у Вологодській області  Росії, ліва притока річки Юг (басейн Північної Двіни). Протікає по території Кічмензько-Городецького і Великоустюзького районів.
Довжина річки - 208 км, площа водозбірного басейну — 2330 км, витрата води за 20 км від гирла — 17,7 м³/с. Серед приток річки Юг займає 3-е місце за площею басейну (після Лузи і Пушми) і 2-е місце по довжині (після Лузи) . Ширина річки в нижній течії близько 60 метрів, швидкість 0,3 м/с .
Кічменьга бере початок у Кічмензьких болотах на північний захід від Кічмензького Городка, у верхній і середній течії описує велике незамкнуте кільце в ненаселеній місцевості навколо горбистих північних відрогів Північних Увалів. Течія швидка, зустрічаються кам'янисті перекати. Русло звивисте, особливо у верхів'ях. У нижній течії входить у населену зону, впадає в річку Юг у межах села Кічмензький Городок на висоті 92,4 м.